# Elatostema sublignosum
Elatostema sublignosum är en nässelväxtart som beskrevs av Charles Budd Robinson. Elatostema sublignosum ingår i släktet Elatostema och familjen nässelväxter. Inga underarter finns listade i Catalogue of Life.